# بيتر واتسون
بيتر واتسون (بالإنجليزية: Peter Watson)‏ (18 مارس 1935 بنيوكاسل أبون تاين في المملكة المتحدة - 1 يوليو 2016) هو لاعب كرة قدم بريطاني في مركز الهجوم.

## وصلات خارجية
- بيتر واتسون على موقع قاعدة بيانات كرة القدم.إي يو (الإنجليزية)